# Ruta Estatal de Nevada 168
La Nevada State Route 168 (Ruta Estatal de Nevada 168 en español) es una carretera estatal de Nevada, EE. UU. Funciona como una conexión entre la dirección al sur de la U.S. Route 93 y la dirección hacia el este de la Interestatal 15.